# Ulica 3 Maja w Gdańsku
Ulica 3 Maja (niem. Nordpromenade) – jedna z najważniejszych ulic gdańskiego Śródmieścia. Przebiega południkowo na wschodniej skarpie Grodziska.

## Komunikacja
Ulica łączy dwa ważne wiadukty Gdańska: Błędnik oraz Hucisko. W skarpie pod ulicą przebiega tunel łączący Dworzec Główny z dworcem PKS. Wzdłuż ulicy prowadzi torowisko tramwajowe, po którym poruszają się tramwaje linii 4 i 11.

## Obiekty
- Dworzec autobusowy, oddany w 1973[3][4]

- Cmentarz Nieistniejących Cmentarzy

- Gmach Szkoły Wojennej, niem. Kriegsschule, zbudowanej w latach 1880-1882[5] i rozbudowanej do obecnego kształtu w latach 1891-1894[6])

- Zabytkowy zespół poszpitalny Bożego Ciała (XV wiek-XIX wiek)[7]

- Monar

- Dawna zbrojownia, niem. Zeughaus lub Artillerie-Gebäude (obecnie budynek mieszkalny) z wozownią, zbudowana ok. 1880[8]

- Grób rodziny Klawitterów, zasłużonej dla przemysłu stoczniowego w Gdańsku[9]

- Teren byłego cmentarza ewangelickiego pw. Bożego Ciała, czynnego w latach 1815-1956

- Pozostałości Domu Strzeleckiego Fryderyka Wilhelma (zbudowanego w połowie XIX wieku jako miejsce koncertów, spektakli teatralnych i zebrań masowych, rozbudowanego w 1912; częściowo zniszczony podczas bombardowań w 1945, został rozebrany wkrótce po wojnie[10])

- Pomniki przyrody dwuwierzchołkowy cis oraz lipa o obwodach 165/73 i 400 cm (2014) pomiędzy jezdnią a torowiskiem tramwajowym[11].

## Historyczne nazwy
- Via civitatis versus Hagensberg (1385)
- Hagenbergische Gasse an den alten graven (1468)
- Nordpromenade (od 1910)
- Horst-Hoffmann-Wall (1933-1945)
- Hagelsberggraben (przed 1937-1945)
- Steinbocksbrill (przed 1937-1945)